# Миттельшнауцер
Миттельшна́уцер (нем. Mittelschnauzer от mittel — средний, schnauze — морда), средний шнауцер, стандартный шнауцер, в последнее время часто именуется просто шнауцер — служебная собака средней величины, относящаяся к группе шнауцеров, высотой 45—50 см, весом 14—20 кг. Характерные черты: окрас «перец с солью» (каждый остевой волосок имеет зоны — белые и чёрные) или чёрный, жёсткая шерсть, квадратный формат, крупная голова с густыми длинными бровями и бородой, морда постепенно сужается от ушей к носу. Уши и хвост как правило ранее купировали.
Несмотря на общие корни, единый стандарт и одинаковые требования к экстерьеру, все окрасы разводятся раздельно. На европейских выставках, согласно правилам FCI, экспертиза проводится на разных рингах с присвоением равнозначных титулов. Таким образом, все шнауцеры имеют лучших представителей породы в каждом окрасе. Исключением являются такие страны, как Англия и Америка, где шнауцеры всех окрасов экспонируются в одном ринге на выставках и имеют большую свободу в разведении.
Шнауцеры — добрые, очень активные, спортивные собаки, они хорошо ладят с детьми и безгранично преданы хозяину. Способны охранять и защищать жилище.

## История породы
Миттельшнауцер, ранее называвшийся жесткошёрстным пинчером, имеет, как предполагают, очень древнее происхождение. Так, Теофил Штудер (Theophil Studer), занимавшийся восстановлением этапов развития ряда пород собак, считает, что шнауцер ведет свою родословную непосредственно от торфяных собак, останки которых найдены в доисторических поселениях (3—4 тысячелетие до н. э.) на территории современной Швейцарии. Он обнаружил значительное сходство в строении черепа торфяной собаки и шнауцера. Предками современных средних шнауцеров были небольшие, довольно невзрачные на вид собаки с жёсткой грязно-серого, коричневатого или рыжеватого цвета, сложением напоминавшие пинчеров. Ещё одно вероятное звено в родословной шнауцеров — «бобровая собака», которая была популярна среди немецкой аристократии VII века.
Похожие на современных шнауцеров собаки были известны в Германии с XV—XVI веков, что отражено на картинах знаменитых художников. Так, Альбрехт Дюрер на многих своих полотнах изображал принадлежащего ему шнауцера. Известны также картины с изображениями шнауцеров кисти Рембрандта, Лукаса Кранаха Старшего. В XVII веке шнауцер запечатлен на картине английского художника Джошуа Рейнолдса.
В музее Мекленбурга есть скульптура охотника, у ног которого лежит шнауцер (XIV век). На площади в Штутгарте стоит памятник «Ночной сторож» (1620): в правой руке сторож держит фонарь, а в левой — алебарду, рядом с ним собака, в которой легко узнать прообраз шнауцера.
Существует несколько версий происхождения шнауцеров как самостоятельной породы. По одной из них, шнауцеры произошли от скрещивания между собой чёрного немецкого пуделя, серого вольфшпица и жесткошёрстного пинчера. По другим сведениям, в создании породы приняли участие также гриффоны, мопсы, бульдоги, терьеры и даже таксы.
Поначалу шнауцеров называли конюшенными пинчерами, так как именно конюшни долгое время были их домом, который они охраняли, с большим энтузиазмом избавляя его от крыс, отсюда их очередное название — «крысоловы» или «раттлеры» (от нем. ratte — крыса).
В 1879 году на III Интернациональной выставке в Ганновере был выставлен жесткошёрстный пинчер окраса «перец с солью».
С 1880-х годов началась целенаправленная систематическая работа с породой. В то же время стало использоваться современное название породы. «Schnauze» по-немецки — «морда», что указывает на наиболее характерную особенность породы — морду с бородой прямоугольной формы. Вероятно, в то время многим жесткошёрстным пинчерам давали кличку «шнауцер». Существует версия, что кобель с такой кличкой выиграл первую выставку и дал название породе.
В 1895 году Йозеф Берта провел в Нордхаузене первое собрание нового клуба, а спустя два месяца на втором собрании был выбран комитет и утвержден стандарт. В 1906 году национальный клуб собаководов Германии был реорганизован в Картель немецких собаководов. Как и большинство других немецких клубов по породам, Пинчер-шнауцер клуб Й. Берты стал филиалом национального клуба, представляя все разновидности пинчеров
В 1907 году в Мюнхене основан Баварский шнауцер-клуб под руководством Г. Цурхеллена.
В 1910 году была проведена первая специальная выставка, в которой приняли участие 93 собаки.
Именно тогда, В 1921 году был создан в Германии «Пинчер-Шнауцер-клуб», действующий по сей день.
В 1979 году в России получен первый помет миттельшнауцеров. От вязки суки из Голландии Элске в. д. Кемпваарт и австралийского кобеля Уран-гелинэ Беовульфа родилось семь щенков. Через два месяца от вязки Цинди ф. д. Блауэн Розе и Вольфе Блюта ф. д. Поссентрум, привезенных из Германии, был получен ещё один помет. Эти собаки стали родоначальниками многочисленного поголовья российских и украинских шнауцеров.
Разведение черных средних шнауцеров в нашей стране началось на несколько лет позднее, чем их серых братьев. В 80-х годах, когда в Москву были импортированы собаки из Чехии и ГДР, а в Ленинград привезен кобель из Дании. Первые пометы были получены в рамках подмосковного клуба г. Подольска, а первыми заводчиками были Ирина Зайчикова, Наталья Белякова и Ирина Семейкина. Позже эти энтузиасты перебрались в клуб любителей животных «Фауна» в Москве. Там же сложилась большая дружная секция владельцев черных шнауцеров, которая задавала тон развитию черных шнауцеров вплоть до 90-х годов..

## Внешний вид
Согласно стандарту,
миттельшнауцер — жесткошёрстная, средней величины, мускулистая, скорее коренастая, нежели высоконогая собака квадратного формата, высота в холке приблизительно равна длине туловища. Длина головы (от кончика мочки носа до затылочного бугра) равна половине длины линии верха (от холки до основания хвоста).
Высота в холке — 45—50 см, вес — 14—20 кг.
Шерсть очень жёсткая и густая. Она состоит из густого подшёрстка и жёсткого, хорошо прилегающего на корпусе покровного волоса. Покровный волос грубый, достаточно длинный, чтобы можно было разобрать его структуру, ни взъерошенный, ни волнистый. Шерсть на конечностях имеет предрасположенность быть не настолько жёсткой. На лбу и ушах она короткая. Как типичный признак она образует на морде не слишком мягкую бороду и кустистые брови, которые слегка нависают над глазами.
Окрас — чисто чёрный с чёрным подшёрстком, перец с солью. Для окраса перец с солью целью разведения считается средний оттенок равномерно распределённой, хорошо окрашенной проперцовки и серого подшёрстка. Допустимы цветовые оттенки от тёмного серо-стального до серебристо-серого. Все вариации этого окраса должны проявлять подчёркнуто тёмную маску, которая принята у породы.
Голова крупная, с характерными бородой и бровями, постепенно сужающаяся от ушей к глазам и от глаз к мочке носа. Косматые брови подчеркивают переход ото лба к морде. Зубы крепкие, очень белые, с ножницеобразным прикусом. Уши купированные, стоячие или не купированные, плотно прилегающие к голове.
Лапы короткие, округлые, собранные в комок, с крепкими темными когтями и твердыми подушечками.
Хвост высоко посажен, согласно стандарту МКФ, он должен оставляться естественным, но часто его купируют, оставляя 3 позвонка.

## Использование
В прошлом миттельшнауцеры использовались довольно разнообразно: для охраны конюшен, амбаров и других хозяйственных построек, ловли крыс, охоты.
С развитием общественного транспорта — дилижансов, эти собаки нашли ещё одно применение. Шнауцер сопровождал дилижанс, бежал рядом с ним или впереди. Задачей собаки было как можно раньше обнаружить — учуять, услышать — появление людей в окружающем лесу и голосом предупредить об опасности возницу, почтальона, пассажиров, чтобы нападение не застало людей врасплох.
Во время Первой мировой войны миттельшнауцеры состояли при Красном Кресте в качестве санитарных собак, а также применялись для связи между отдельными войсковыми подразделениями немецкой армии.
Сейчас представителей этой породы используют и как служебных собак, например, в полиции и на таможне, и для охраны имущества, и для личной охраны, но чаще всего миттельшнауцер — это собака-компаньон.
МКФ и РКФ не требуют от миттельшнауцера испытания рабочих качеств, таким образом, фактически относя его к декоративным собакам.

## Уход
Шерсть шнауцера, как и всех жесткошёрстных пород, требует специальной обработки. Два раза в год, когда начинается линька, проводят выщипывание мертвых волос — тримминг (это делается потому, что шнауцеры, как и прочие терьеры, не линяют естественным образом). Мягкие части, голову и уши, кожу шеи, чтобы не причинить боль в наиболее чувствительных местах, следует обрабатывать специальными ножницами. При таком уходе в квартире, где живёт миттельшнауцер, практически не бывает шерсти.